# Wampirzyce
Wampirzyce (Vampyromorphida) – rząd głowonogów z grupy płaszczoobrosłych (Coleoidea). Są to małe zwierzęta, przypominające nieco z wyglądu ośmiornice. Z powodu tego podobieństwa niegdyś zaliczano je do ośmiornic, obecnie jednak uważa się, że są formami przejściowymi między ośmiornicami a dziesięciornicami. Jedynym obecnie żyjącym przedstawicielem wampirzyc jest wampirzyca piekielna (Vampyroteuthis infernalis), żyjąca w ciepłych wodach oceanicznych na głębokości 800–2000 m.

## Budowa
Wampirzyce mają krępe ciało, zaopatrzone w osiem krótkich ramion z przyssawkami na całej długości bądź tylko od połowy. Pomiędzy ramionami rozpięta jest błona. Między pierwszą a drugą parą ramion zazwyczaj znajduje się nitkowaty wyrostek, będący prawdopodobnie uwstecznioną postacią bądź zaczątkiem ramion chwytnych dziesięciornic.
Wampirzyce mają jedną lub dwie pary płetw odchodzących od tułowia. Ich muszla wewnętrzna jest stosunkowo duża, chitynowa, o kształcie prostokąta, podwiniętego z tyłu do strony brzusznej. Lejek jest duży i silny. Oczy duże, wypukłe, zazwyczaj ciemnopurpurowe.
Ciało wampirzyc ma zwykle barwę zbliżoną do czarnej bądź ciemnofioletowej. Pokryte jest - zwłaszcza w okolicy oczu i płetw - narządami świetlnymi  o skomplikowanej budowie.
Woreczek czernidłowy wampirzyc jest silnie uwsteczniony. Nie mają gruczołów nidamentalnych.

## Systematyka
Rodziny zaliczane do wampirzyc (Vampyromorphida) grupowane są w podrzędach:
- †Kelaenina
  - Rodzina: †Muensterellidae

- †Prototeuthina
  - Rodzina: †Loligosepiidae
  - Rodzina: †Geopeltididae
  - Rodzina: †Lioteuthididae
  - Rodzina: †Mastigophoridae

- †Mesoteuthina
  - Rodzina: †Palaeololiginidae

- Vampyromorphina
  - Rodzina: Vampyroteuthidae

Dawniej do wampirzyc zaliczano także rodziny †Plesioteuthididae, †Leptotheuthididae i †Trachyteuthididae.